# Dionisio Renart
Dionisio Renart García (en catalán: Dionís Renart i Garcia) (Barcelona, 23 de marzo de 1878 - Barcelona, 12 de febrero de 1946) fue un escultor y astrónomo español.

## Biografía

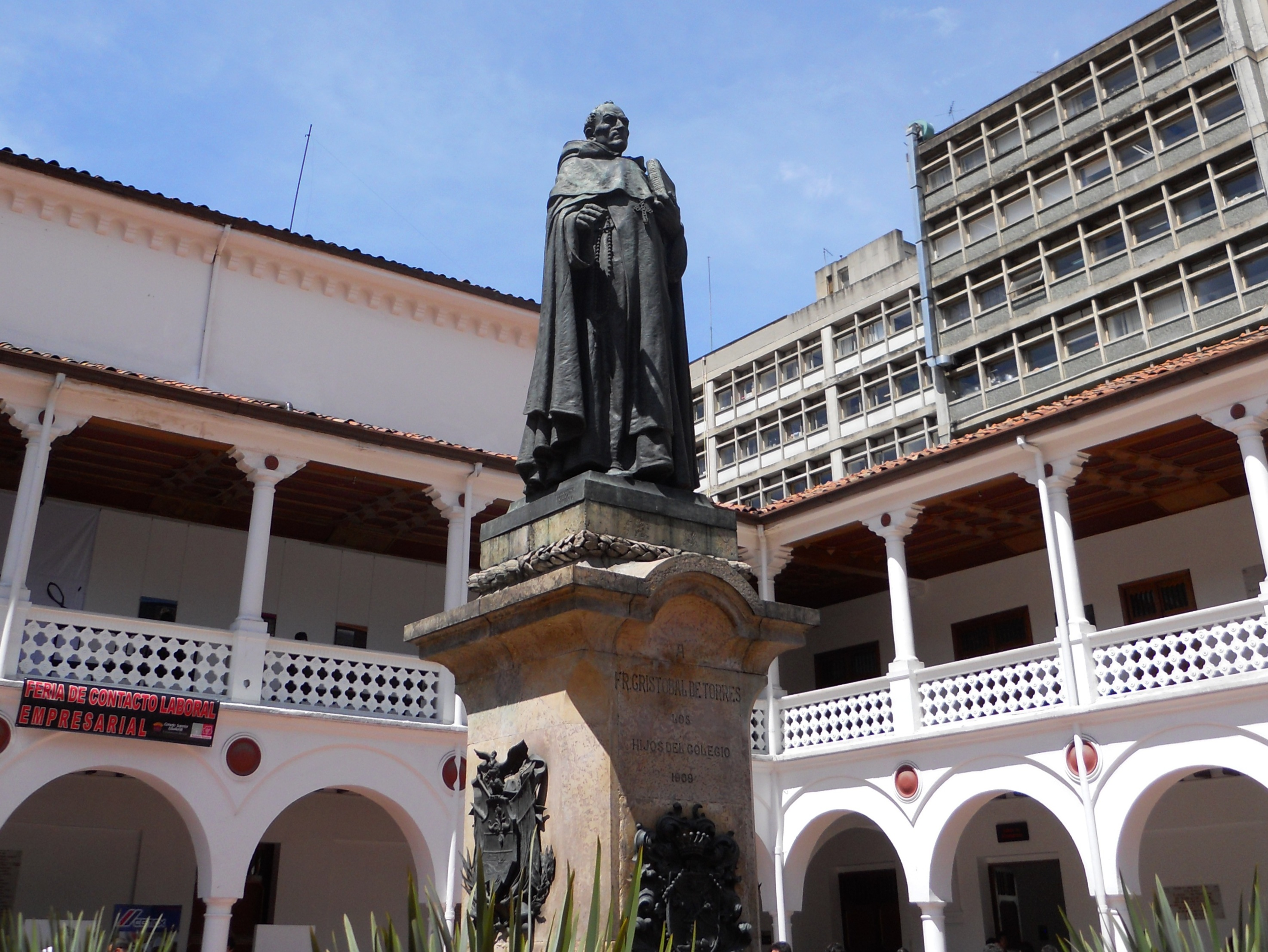
Fray Cristóbal de Torres (1909), Universidad del Rosario, Bogotá.

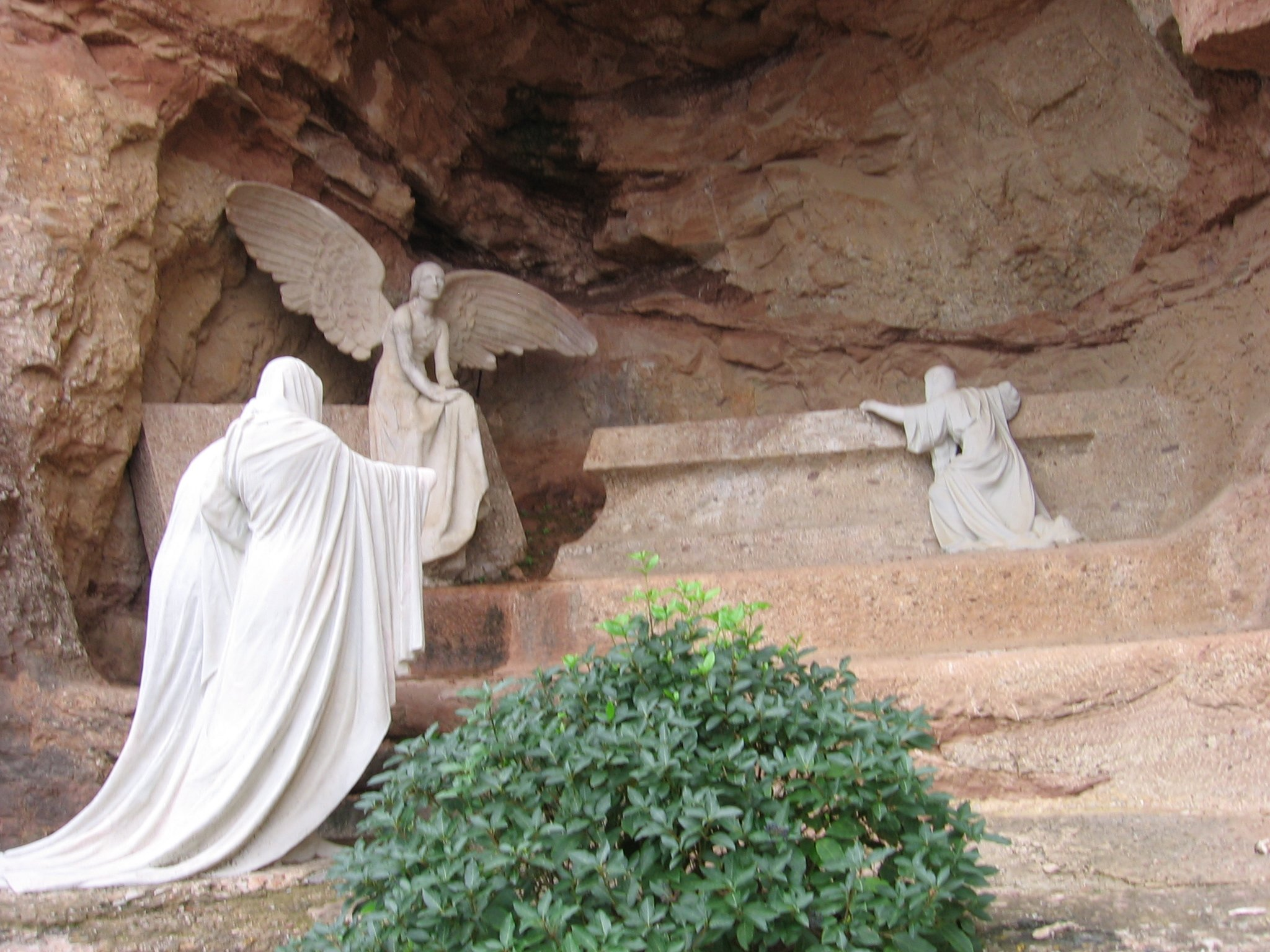
La Resurrección de Jesús. Primer Misterio de Gloria del Rosario Monumental de Montserrat.

Era hijo del pintor y dorador Dionís Renart i Bosch, y hermano del pintor Joaquim Renart. Se formó en el taller de su padre y consolidó sus estudios en la Escuela de la Lonja; también trabajó en el taller de Josep Llimona. En un viaje a París recibió la influencia del escultor Auguste Rodin. Participó en varias exposiciones de Bellas Artes de Barcelona (Eva, 1911; La Raza, 1918) y Madrid (Alegoría y Retratos, 1912). Trabajó en obras de arte aplicado haciendo modelos de cerámica, jarrones, medallas y joyas, a tono con el estilo Art Nouveau. Fue escultor anatómico de la Facultad de Medicina de Barcelona. Practicó también la imaginería religiosa, la escultura funeraria y la confección de medallas. Presidió el Fomento de las Artes Decorativas entre 1909 y 1917.
Autor del grupo Las Tres Marías de La Resurrección de Jesús (1913-1916), en el Primer Misterio de Gloria del Rosario Monumental de Montserrat, en el que trabajó con Antoni Gaudí y Josep Llimona. Otra obra suya es la estatua de Fray Cristóbal de Torres (1909) que preside el claustro de la Universidad del Rosario en Bogotá. También elaboró el retablo de la Virgen de Montserrat para la capilla del castillo de Can Tayó en Santa Perpetua de Mogoda.
En 1915 elaboró el busto de Jaume Bergós para la fachada del palacio del Parlamento de Cataluña, dentro de un conjunto de bustos dedicados a personajes vinculados con el arte, ya fuesen artistas o historiadores, casi todos ellos catalanes, obra de diversos escultores.
Como astrónomo cabe destacar sus estudios sobre la Luna: fue presidente de la sección lunar de la Sociedad Astronómica de Barcelona, organizó la Exposición de Estudios Lunares de 1912 y elaboró un mapa en proyección estereográfica de relieves lunares. Un recinto lunar fue bautizado con su nombre en su honor.